# Тамбовский кремль
Тамбовский кремль — историческое ядро Тамбова у слияния рек Студенец и Цна. 

## Описание
С востока крепость прикрывали воды Цны, с севера — Студенец, а с юга и запада защитой служил ров, заполенный водой. Кремль имел в плане вид неправильного четырёхугольника, был обнесён рубленной стеной высотой 6 м и протяжённостью более 1,2 км, усилен 12 деревянными башнями, три из которых были проездными. Главной являлась проездная Московская башня высотой 51 м. Острог примыкал к кремлю с юга и запада. Его деревянные стены имели протяжённость более 1,7 км и были усилены 12 деревянными башнями, четыре из которых были проездными. Внутри кремлёвских стен размещались соборный Спасо-Преображенский храм, канцелярия воеводы («съезжая изба»), воеводский двор, пороховой погреб, склад оружия и боеприпасов («пушечный амбар»), продовольственный склад («житный двор») и тюрьма. К кремлю был пристроен укреплённый окольный город («острог»). 

## История
Крепость была основана в 1636 году по указу царя Михаила Фёдоровича для защиты Русского государства от кочевников и являлась самым восточным звеном Белгородской черты. Строительством руководил стольник и воевода Роман Боборыкин. Крепость строилась по специальному чертежу, автором которого был подъячий Пушкарского приказа Фёдор Наквасин. К строительству были привлечены шацкие и тамбовские крестьяне, служилые люди, мордва. Крепость была срублена всего за один сезон с апреля по октябрь 1636 года.
Гарнизон Тамбова в течение XVII века составлял около 1000 человек и был оснащён 50 пушками и пищалями. Во время восстания Разина Тамбов дважды осаждался восставшими. Неудачной была также осада Тамбова повстанцами во время Булавинского восстания в 1708 году. В 1742 году кремль сгорел и за ненадобностью уже не восстанавливался.
В Тамбовском областном краеведческом музее выставлен макет Тамбовской крепости.